# Yvonne van Dorp

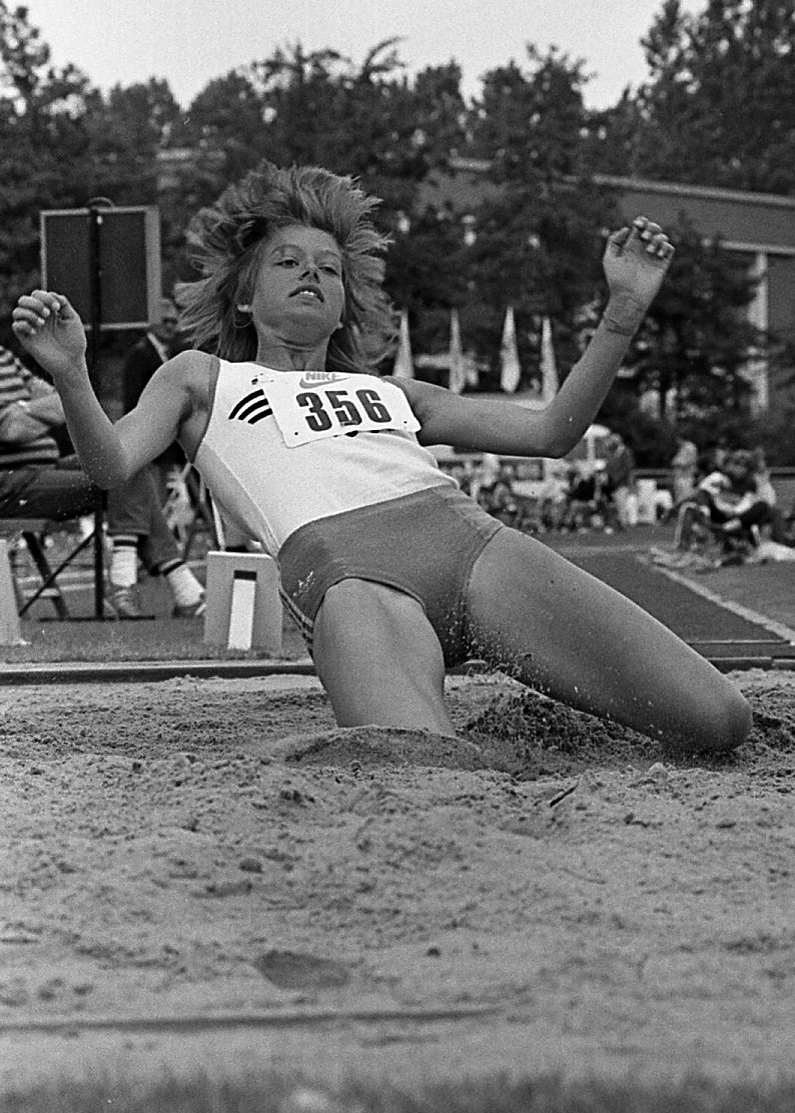
Yvonne van Dorp in actie als verspringster tijdens de Nederlandse jeugdkampioenschappen in 1984. Ze behaalde er haar tweede van in totaal drie nationale (jeugd- + senioren)titels op dit onderdeel.

Yvonne van Dorp (Leiden, 6 januari 1966) is een voormalige Nederlandse sprintster, die gespecialiseerd was in de 400 m. Ze werd vijfmaal Nederlands kampioene (driemaal outdoor en tweemaal indoor) in deze discipline en nam eenmaal deel aan de Olympische Spelen. Ze was ook een sterk verspringster, getuige haar nationale indoortitel in 1993.

## Loopbaan
In 1988 vertegenwoordigde Yvonne van Dorp Nederland op de 400 m bij de Olympische Spelen van Seoel. Hierbij werd ze in de kwartfinales uitgeschakeld met een tijd van 53,50 s, nadat ze eerder in de series een tijd van 52,84 had laten noteren, haar persoonlijk beste prestatie ooit.
Van Dorp was tot 2021 de laatste Nederlandse 400 meterloopster geweest die uitkwam op de Olympische Spelen. 

## Nederlandse kampioenschappen
Outdoor
| Onderdeel | Jaar             |
| --------- | ---------------- |
| 200 m     | 1987             |
| 400 m     | 1987, 1988, 1989 |

Indoor
| Onderdeel   | Jaar       |
| ----------- | ---------- |
| 200 m       | 1989       |
| 400 m       | 1988, 1989 |
| verspringen | 1993       |

## Persoonlijke records
Outdoor
| Onderdeel   | Prestatie | Datum             | Plaats     |
| ----------- | --------- | ----------------- | ---------- |
| 100 m       | 11,69 s   | 14 augustus 1988  | Hengelo    |
| 200 m       | 23,80 s   | 15 september 1988 | Nagano     |
| 400 m       | 52,84 s   | 23 september 1988 | Seoel      |
| verspringen | 6,15 m    | 30 augustus 1991  | Amersfoort |

Indoor
| Onderdeel | Prestatie | Datum            | Plaats   |
| --------- | --------- | ---------------- | -------- |
| 200 m     | 24,30 s   | 17 februari 1991 | Den Haag |
| 400 m     | 54,22 s   | 4 februari 1989  | Den Haag |

## Palmares

### 100 m
- 1984:  Gouden Spike – 12,01 s
- 1992: 5e NK - 12,22 s

### 200 m
- 1983: 7e in serie EK U20 - 24,66 s (+ 1,9 m/s)
- 1984:  Gouden Spike – 24,33 s
- 1987:  NK indoor - 24,81 s
- 1987:  NK - 23,91 s (+2,34 m/s)
- 1988:  NK indoor - 24,42 s
- 1988:  NK - 23,88 s (+1,2 m/s)
- 1989:  NK indoor - 24,36 s
- 1989:  NK - 24,19 s
- 1991:  NK indoor - 24,30 s
- 1991: 5e NK - 24,29 s

### 400 m
- 1985:  NK indoor - 59,87 s
- 1986:  NK indoor - 56,23 s
- 1987:  NK indoor - 55,97 s
- 1987:  NK - 53,85 s
- 1988:  NK indoor - 54,94 s
- 1988:  NK - 54,31 s
- 1988: 6e in ¼ fin. OS - 53,50 s (in serie 52,84 s)
- 1989:  NK indoor - 54,22 s
- 1989:  NK - 54,04 s
- 1990:  NK indoor - 55,46 s
- 1990:  NK - 53,16 s
- 1991:  NK indoor - 54,60 s
- 1992:  NK indoor - 55,39 s
- 1992:  NK - 53,54 s

### verspringen
- 1993:  NK indoor - 5,98 m
- 1993: 7e NK - 5,63 m
- 1994: 6e NK - 5,74 m
- 1996:  NK - 5,97 m (+2,4 m/s)
- 1997: 8e NK indoor - 5,52 m